# Meta Platforms
Meta Platforms, Inc. (anteriormente Facebook, Inc.) é um conglomerado estadunidense de tecnologia e mídia social com sede em Menlo Park, Califórnia. Foi fundada por Mark Zuckerberg, junto com seus colegas de quarto e alunos de Harvard, que eram Eduardo Saverin, Andrew McCollum, Dustin Moskovitz e Chris Hughes, originalmente como TheFacebook.com - hoje Facebook, um popular site de rede social global. A Meta é uma das empresas mais valiosas do mundo. É considerada uma das cinco grandes empresas de tecnologia, juntamente com a Microsoft, Amazon, Apple e Google.
A Meta oferece outros produtos e serviços além de sua plataforma de rede social Facebook, incluindo Facebook Messenger, Facebook Watch e Facebook Portal. Também adquiriu Instagram, WhatsApp, Oculus VR, Giphy e Mapillary, e tem 9,9% de participação na Jio Platforms.
Em maio de 2019, funda a Libra Networks, supostamente, a fim de desenvolver sua própria criptomoeda. Em desenvolvimentos recentes, foi relatado que Libra está sendo apoiado por empresas como Visa, Mastercard, PayPal e Uber. Além da criptomoeda, também está em desenvolvimento uma carteira de criptomoedas (inicialmente denominada "Calibra", mudou o nome para "Novi") e uma rede de criptomoedas.
Em dezembro de 2020, a Meta mudou o nome de sua criptomoeda de "Libra" para Diem. Em janeiro de 2022, o projeto foi cancelado e os direitos vendidos ao banco Silvergate Capital.

## Fusões, aquisições e perdas
Ao longo dos anos, a Meta adquiriu algumas empresas do ramo da tecnologia.
Uma das primeiras grandes aquisições foi em 2012, quando a Meta adquiriu o Instagram por aproximadamente 1 bilhão de dólares.
Em 2013, a Meta adquiriu o Onavo, uma empresa israelense de análise da internet móvel.
Em 2014, a Meta adquiriu mais duas grandes empresas, o WhatsApp por mais de $19 bilhões e o Oculus VR por mais de $2 bilhões.
Em 2019, a Meta adquiriu a Beat Games, uma desenvolvedora de jogos em realidade virtual, subsidiaria da Oculus VR.
Em novembro de 2021, foi anunciado que a Meta adquiriu a Twisted Pixel Games.
Em 2021, a CMA, órgão que regula a concorrência no Reino Unido, ordenou que a empresa vendesse o Giphy. A Meta não concordou com o órgão e recorreu da decisão, mas acabou concordando em vender a empresa em 2023.
Em fevereiro de 2022, a Meta perdeu US$ 237 bilhões de dólares em valor de mercado e leva maior tombo da história dos EUA.

## Estrutura

### Gestão
O pessoal-chave de gerenciamento do Meta, Inc. consiste em:
- Mark Zuckerberg (Presidente e CEO)
- Sheryl Sandberg (Diretora de operações)
- Mike Schroepfer (Diretor de Tecnologia)
- David Wehner (Diretor Financeiro)
- Chris Cox (Diretor de Produto)[30]

Em dezembro de 2021, a Meta tinha 71 970 funcionários.

### Conselho administrativo
Em abril de 2019, a Meta indicou Peggy Alford para ser adicionada como membro do conselho durante a AGM de maio de 2019. Se isso acontecer, ela se tornará a primeira mulher afro-americana a servir neste conselho e a segunda afro-americana a fazê-lo. Em abril de 2019, o conselho da Meta consistia dos seguintes diretores;
- Mark Zuckerberg (Presidente, Fundador e CEO)
- Sheryl Sandberg (Diretora Executiva e COO)
- Marc Andreessen (Diretor não executivo, cofundador e sócio geral, Andreessen Horowitz)
- Erskine Bowles (Diretor não executivo, presidente emérito, Universidade da Carolina do Norte)
- Kenneth Chenault (Diretor não executivo, presidente e diretor administrativo, General Catalyst)
- Susan Desmond-Hellmann (diretora não executiva, CEO, Fundação Bill e Melinda Gates)
- Reed Hastings (diretor não executivo, presidente, cofundador e CEO, Netflix)
- Peter Thiel (diretor não executivo, cofundador e ex-CEO, PayPal, fundador e presidente, Clarium Capital)
- Jeffrey Zients (Diretor Não Executivo, Ex-Diretor, Conselho Econômico Nacional dos EUA)

### Governança
O primeiro investidor da Meta e ex-mentor de Zuckerberg Roger McNamee descreveu a Meta como tendo "a estrutura de tomada de decisão mais centralizada que já encontrei em uma grande empresa". Nathan Schneider, professor de estudos de mídia da University of Colorado Boulder defendeu a transformação da Meta em uma plataforma cooperativa de propriedade e governada pelos usuários.
O co-fundador da Meta, Chris Hughes, afirma que o CEO Mark Zuckerberg tem muito poder, que a empresa agora é um monopólio e que, como resultado, deve ser dividida em várias empresas menores. Hughes pediu a separação da Meta em um artigo no The New York Times. Hughes diz estar preocupado com o fato de Zuckerberg ter se cercado de uma equipe que não o desafia e que, como resultado, é função do governo dos EUA responsabilizá-lo e restringir seu "poder incontrolável". Hughes também disse que "o poder de Mark não tem precedentes e não é americano". Vários políticos americanos concordam com Hughes. A Comissária da União Europeia para a Concorrência, Margrethe Vestager, afirmou que a divisão da Meta deve ser feita apenas como "uma solução de último recurso" e que a divisão da Meta não resolveria os problemas subjacentes da Meta.